# Progreso (Texas)
Progreso ist eine Stadt im unteren Rio-Grande-Tal im US-Bundesstaat Texas. Das U.S. Census Bureau hat bei der Volkszählung 2020 eine Einwohnerzahl von 4.807 ermittelt.
Die Ansiedlung wurde 1903 gegründet, liegt am südlichen Rand des Hidalgo County in nicht weiter Lage zum Rio Grande und ist von der amerikanisch-mexikanischen Grenze lediglich durch die südlich anschließende Nachbarstadt Progreso Lakes getrennt. „Zwillingsstadt“ auf der mexikanischen Flussseite ist Nuevo Progreso – mit rund 10.000 Einwohnern fast doppelt so groß wie die beiden US-amerikanischen Städte gemeinsam. Der Name der Stadt geht auf eine Poststation zurück, die von 1901 bis 1916 unter dieser Bezeichnung betrieben wurde.

## Beschreibung
Progreso liegt im südöstlichen Teil des Hidalgo County. Ebenso wie Los Ebanos und La Joya im Südwesten und Hidalgo im zentral-südlichen Bereich zählt die Stadt zu der im unmittelbaren Grenzbereich gelegenen Reihe von Ansiedlungen innerhalb des County. Ihre Umgebung wird von der unmittelbaren Lage im Flusstal geprägt. Landschaftlich sowie von der Vegetation her ist Progreso Teil des unteren Rio Grande Valley – einer Region, die stark von der dort praktizierten Bewässerungslandwirtschaft geprägt ist und sich produkttechnisch vor allem auf Zitrusfrüchte, Zuckerrohr sowie Gemüseanbau kapriziert hat. Das Klima in der Region ist subtropisch und subhumid. Die Temperaturangaben für die nahegelegene Stadt McAllen reichen von durchschnittlich 8 °C im Januar bis zu 35 °C im Juli. Die durchschnittliche Jahrestemperatur beträgt 23 °C. Die durchschnittliche jährliche Niederschlagsmenge liegt bei 584 l/m². Haupt-Regenmonate sind Mai und September.

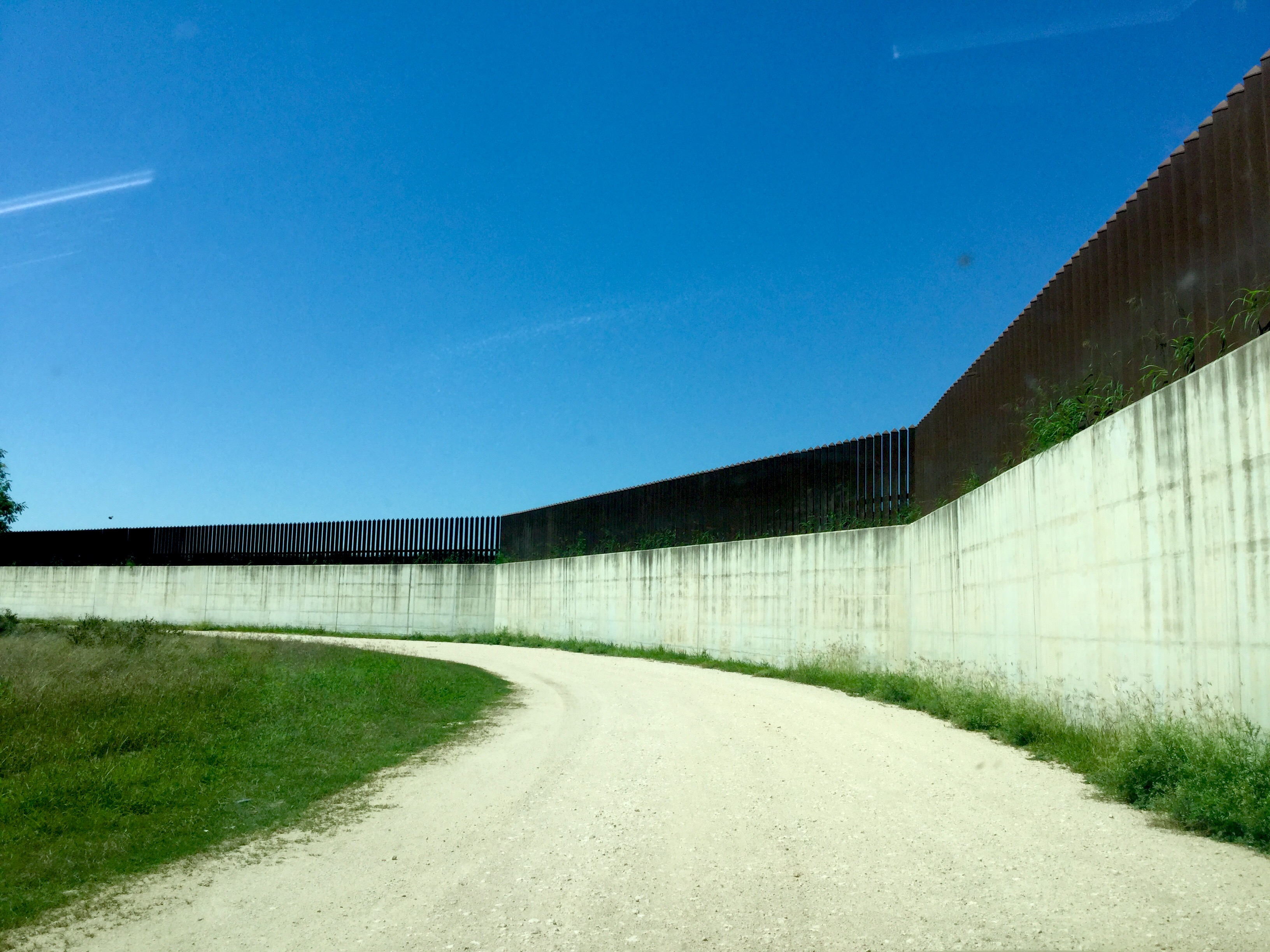
Grenzmauer in der Nähe von Progreso

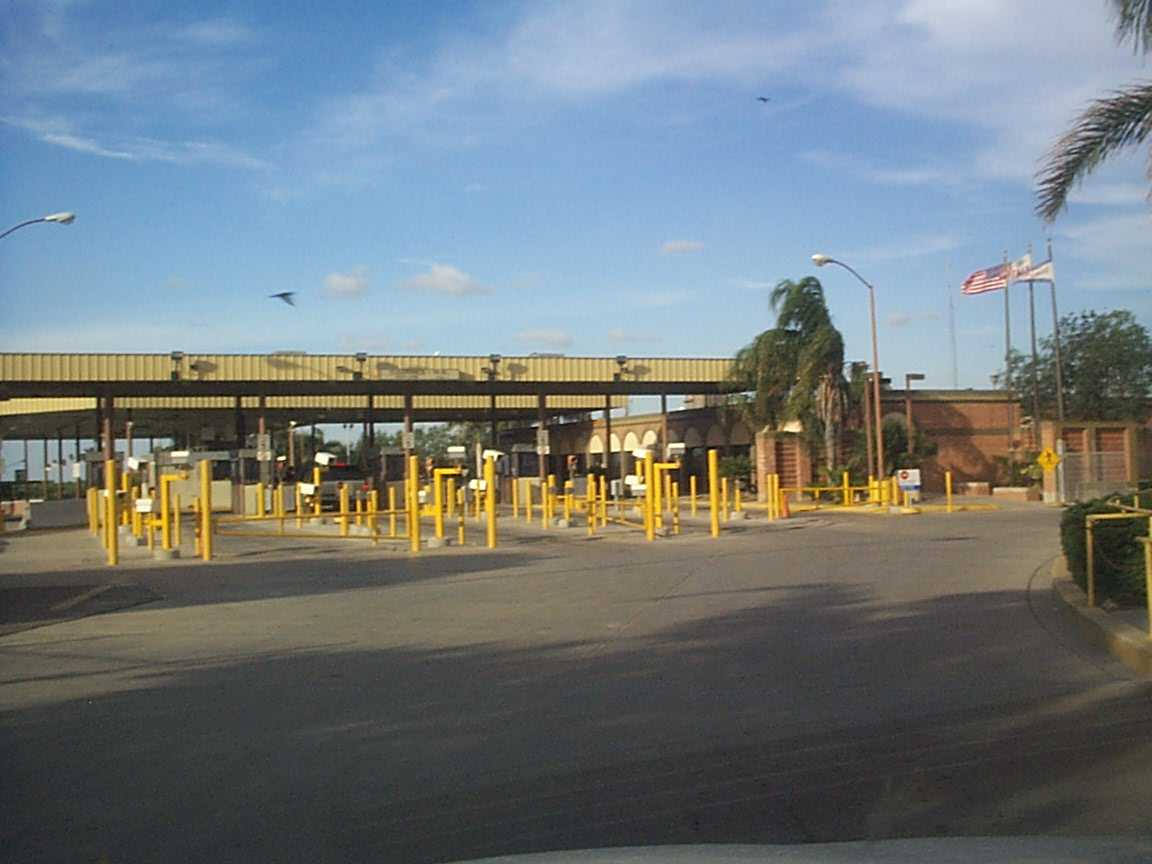
Grenzübergang an der Progreso–Nuevo Progreso International Bridge

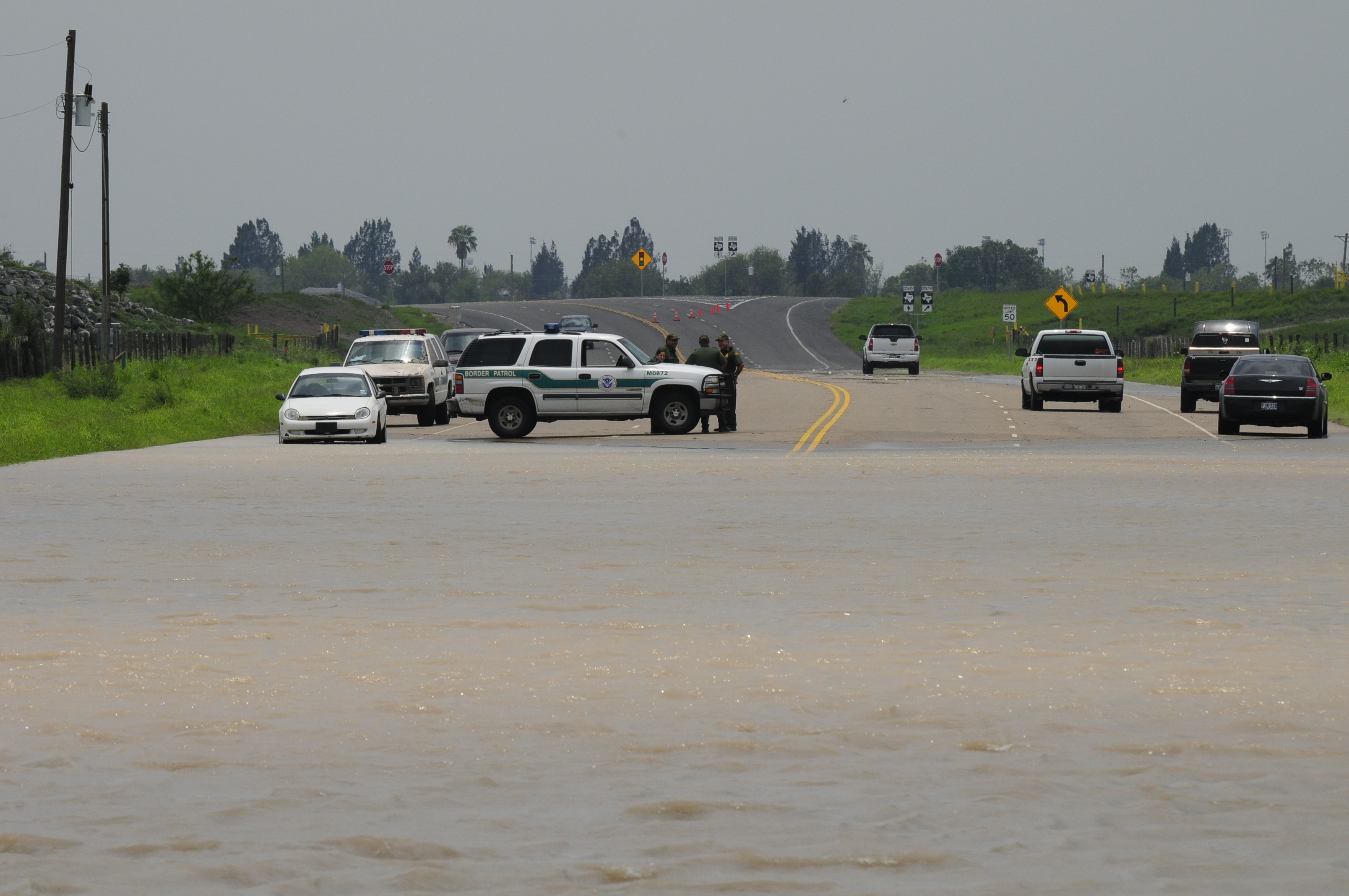
FEMA-Mitarbeiter unterstützen die Highway Patrol beim Schließen eines flutgefährdeten Straßenabschnitts (2008)

Die geografische Lage von Progreso ist geprägt durch die Nachbarschaft zu den beiden nördlich gelegenen Regionalzentren Weslaco und Mercedes sowie den durch diese führenden US Highway 83, die wichtigste überregionale Verbindungsstraße im Rio Grande-Tal. Wichtigste Verbindungsstraße in Progreso ist der auch als Military Highway bezeichnete US Highway 281 – eine grenznahe, parallel zum US Highway 83 verlaufende Verbindung, welche von Brownsville ausgehend auf das nordmexikanische Zentrum Reynosa zuführt und von da aus in Richtung McAllen abbiegt. Unmittelbare Nachbarstädte und -orte sind, von Norden aus im Uhrzeigersinn: die Ansiedlung Llano Grande, die Mittelstadt Mercedes sowie die im Süden anschließende Ansiedlung Progreso Lakes, die zwar ebenfalls Stadtrechte innehat, jedoch lediglich über rund 250 Einwohner verfügt. Das im Osten der Stadt gelegene Gebiet ist weitgehend unbesiedelt und wird vorwiegend zu landwirtschaftlichen Zwecken genutzt. Teil des Stadtgebiets sind die drei Colonias A and E Ramirez Colonia, A and E Ramirez Colonia Number 2 und Lyons Colonia. Im Süden wird das Stadtgebiet vom Military Highway begrenzt, an dessen südlicher Seite sich das Gebiet der Nachbarstadt Progreso Lakes anschließt.
Gegründet wurde Progreso um eine Poststation herum, die 1901 errichtet wurde. Das Gebiet war seit Ende des 18. Jahrhunderts besiedelt – dem Beginn der Etablierung neuspanischer Ansiedlungszentren im unteren Rio Grande-Tal. Bis zum Anfang des 20. Jahrhunderts befand sich das Gebiet im Besitz einiger Familienfarmen. Mit der Erschließung der Region für die kommerzielle Landwirtschaft änderten sich ab 1903 – ebenso wie im gesamten Rio Grande Valley-Gebiet – auch hier die Landbesitz-Verhältnisse. Ausgangspunkt der neuen Ansiedlung war die Poststation, in deren nördlichem Einzugsbereich sich die Ansiedlung entwickelte. Die erste Phase war von Zuckerrohranbau geprägt. Die Borderland Sugar Company errichtete zunächst eine Reihe Zuckerplantagen. Allerdings verkaufte sie das Gebiet der heutigen Ortschaften Progreso und Progreso Lakes bald weiter an die Llano Grande Plantation Company. Diese wiederum verkaufte das Gebiet 1927 an die Progreso Development Company, die als neuen wirtschaftlichen Schwerpunkt nunmehr den Anbau von Zitrusfrüchten betrieb.
Die 1930er waren von ökonomischen Rückschlägen geprägt. 1929 zog ein Hurrikan die Stadt schwer in Mitleidenschaft. Aufgrund der finanziell angeschlagenen Situation übernahm 1935 die Reconstruction Finance Corporation die Kontrolle – eine Betriebssanierungsbehörde, welche 1932 unter der Ägide von US-Präsident Hoover worden war mit der Zielsetzung, in Nöte geratenen Privatunternehmen unter die Arme zu greifen. Die wirtschaftliche Entwicklung verlief weiterhin wechselhaft. Winterliche Frosteinbrüche führten 1949 und 1951 zu schweren Schäden an den Zitruskulturen. Eine Konsequenz daraus war die Rückkehr zum ursprünglich getätigten Zuckerrohranbau. 1950 betrug die Einwohnerschaft des Ortes rund 200 Personen. Von der Infrastruktur her hatte sich der Ort bis Anfang der 1990er konsolidiert und verfügte über mehrere Betriebe und Geschäfte sowie einen eigenständigen Schulbezirk. Nach der Konstituierung als Incorporated City wuchs die Einwohnerzahl von Progreso rasch an – unter anderem auch aufgrund der Progreso–Nuevo Progreso International Bridge, die 1952 eröffnet wurde und direkt nach Nuevo Progreso auf der anderen Seite der Grenze führt.

## Demografie
Bis zur Konstituierung als Incorporated City 1991 vollzog sich die Bevölkerungsentwicklung größtenteils im Bereich weniger hundert Personen. Das Handbook of Texas Online nennt in seinem Ortseintrag für die Jahre 1940, 1954 sowie den Zeitraum 1968–69 100, 220 sowie 185 Personen. Die Statistikdaten-Aufbereitungsseite population.us führt für 1990 eine Bevölkerungsanzahl von 2.808 auf. Bis zum Jahr 2010 stieg die Einwohnerschaft auf 5.507 Personen an. Für das Jahr 2017 ermittelte der US-Zensus 5.867 Einwohner. 2.957 davon waren männlich, 2.910 weiblich, 4.087 Erwachsene, 1.780 Kinder oder Jugendliche und 613 älter als 65 Jahre. Der Altersmedian betrug 26,5 Jahre. 5.805 Einwohner beziehungsweise 98,9 % bezeichneten sich als Hispanic beziehungsweise Latino, 63 oder 0,1 % als Weiße (2,6 %). Afroamerikaner, Asiaten, indianischstämmige Natives sowie mehr als einer Ethnie angehörige Personen waren in der Erhebung nicht präsent. Das Medianeinkommen betrug lauf Quickfact-Infos des Zensus pro Haushalt 43.036 US-Dollar (USD). Der ermittelte Medianwert liegt sowohl unter dem des Bundesstaats Texas (54.700 USD) als auch dem der USA insgesamt (55.300 USD). An Personen, die in Armut leben, wies der Zensus einen prozentualen Anteil von 29,9 % aus, an Personen ohne Krankenversicherung 41,1 %.

## Sonstiges
Der Progreso Independent School District umfasst die Schulversorgung für Progreso, Progreso Lakes und einen kleinen Teil von Weslaco. Der Schulranking-Site greatschools.org zufolge umfasst das Schulangebot zwei Vorschulen, drei Elementary Schools, drei Middle Schools und zwei High Schools.